# Усманов, Магафур Махмутович
 Усманов, Магафур Махмутович  (род. 26 марта 1962, Кизги, Башкирская АССР) — артист Национального Молодёжного театра Башкирии. Народный артист Республики Башкортостан (2008). Член Союза театральных деятелей (1995).

## Биография
Родился 26 марта 1962 года в д. Кизги Архангельского района БАССР. Отец работал лесорубом. В семье было шестеро детей.
В 1987 году Магафур Махмутович окончил Уфимский государственный институт искусств (педагог Р. В. Исрафилова). По окончании института работал актёром Сибайского башкирского театра драмы. C 1989 года работает в Национальном Молодёжном театре РБ.

## Роли в спектаклях
Тальян — «Индукай и Мурадым» М.Бурангулов , Король — «Роза ли я?» А.Дильмухаметова
Старик Юламан — «Любовь и ненависть» З.Биишева, Тимирбай — «Золотой топор» С.Сурина,
Жантык — «Легенда о любви» Г. Мусрепов, «Заклание» Г.Шафиков, Хан, Куандык — «Зов курая» Н.Гаитбаев, Салим — «Белый калфак» М.Файзи, Старик Адмирал — «Реестр любви» Ф.Буляков, Боксёр — «О чём грустит Акбай?» Т.Миннуллин, Магдан — «Песнь о любви» А.Атнабаев, Генерал — «Пугало» П.Барбазюк, Юлай Азналин — «Салават» М.Карим, Синьор Монтекки — «Ромео и Джульетта» В.Шекспир,
Старик Ажмагул — «Башкирская пленница» М.Карим, Дед Мороз — «Кто разбудит дракона?» Л. Искужина, Сарафанов — «Старший сын» А.Вампилов, Байназар — «Старые женихи, или Сват Шомбай» Ф.Буляков, Чиполлоне, отец Чиполлино — «Чиполлино» Дж. Родари.

## Награды и звания
- Народный артист Республики Башкортостан (2008).
- Заслуженный артист Республики Башкортостан (1994).
- Лауреат Международного фестиваля пластической выразительности «Жест» в Уфе (1994).